# منطاد بحثي

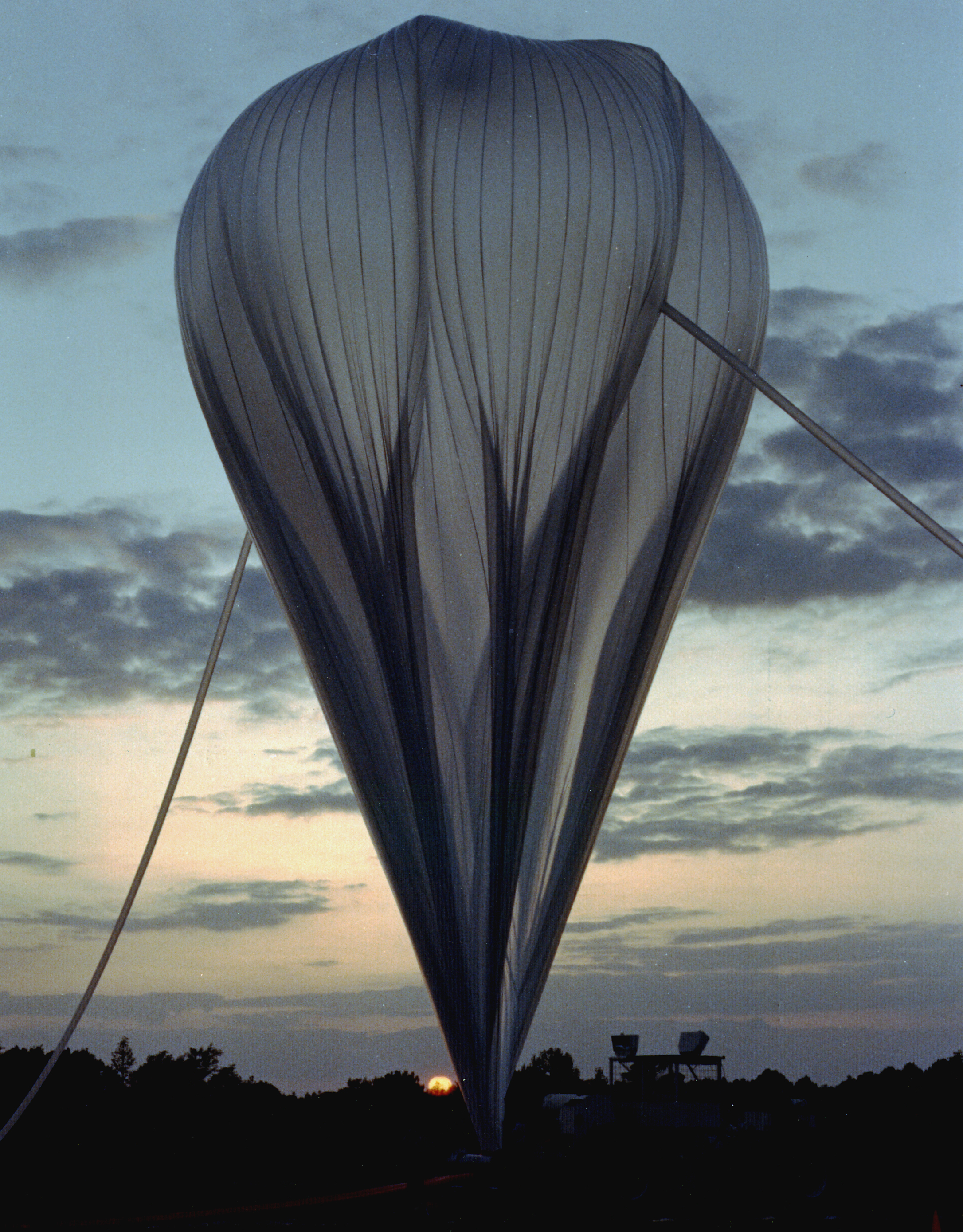
منطاد يستعمل لأغراض البحث العلمي قبل إطلاقه.

المناطيد البحثية أو مناطيد الارتفاعات العالية هي مناطيد مملوءة بالهيدروجين والهليوم تستعمل لإجراء الدراسات العلمية على الغلاف الجوي الأرض. ترتفع الأجهزة إلى بعد حوالي 30 إلى 45 كم في طبقة الستراتوسفير أي فوق 99 إلى 99.9% من الغلاف الجوي الأرضي على التوالي، وفي هذه الحالة لا تتأثر الأرصاد بالتألق, وبالإضافة إلى ذلك فإن الاستبعاد في جو الأرض يصبح قليلا جداً, وهناك ميزة أساسية لهذه الأرصاد وهي أن الحيز الطيفي الممكن رصده يزداد فيصل للموجات فوق البنفسجية ذات الموجات الأقل 2000 أنجشتروم وكذلك للموجات الأطول من الأشعة تحت الحمراء, وحتى الآن اهتمت أرصاد المناطيد البحثية بأرصاد الشمس والكواكب، ولو أنه قد تم أيضاً إجراء فحوص لطيف بعض النجوم.